# Liste der Gedenksteine für NS-Opfer in Mechelen

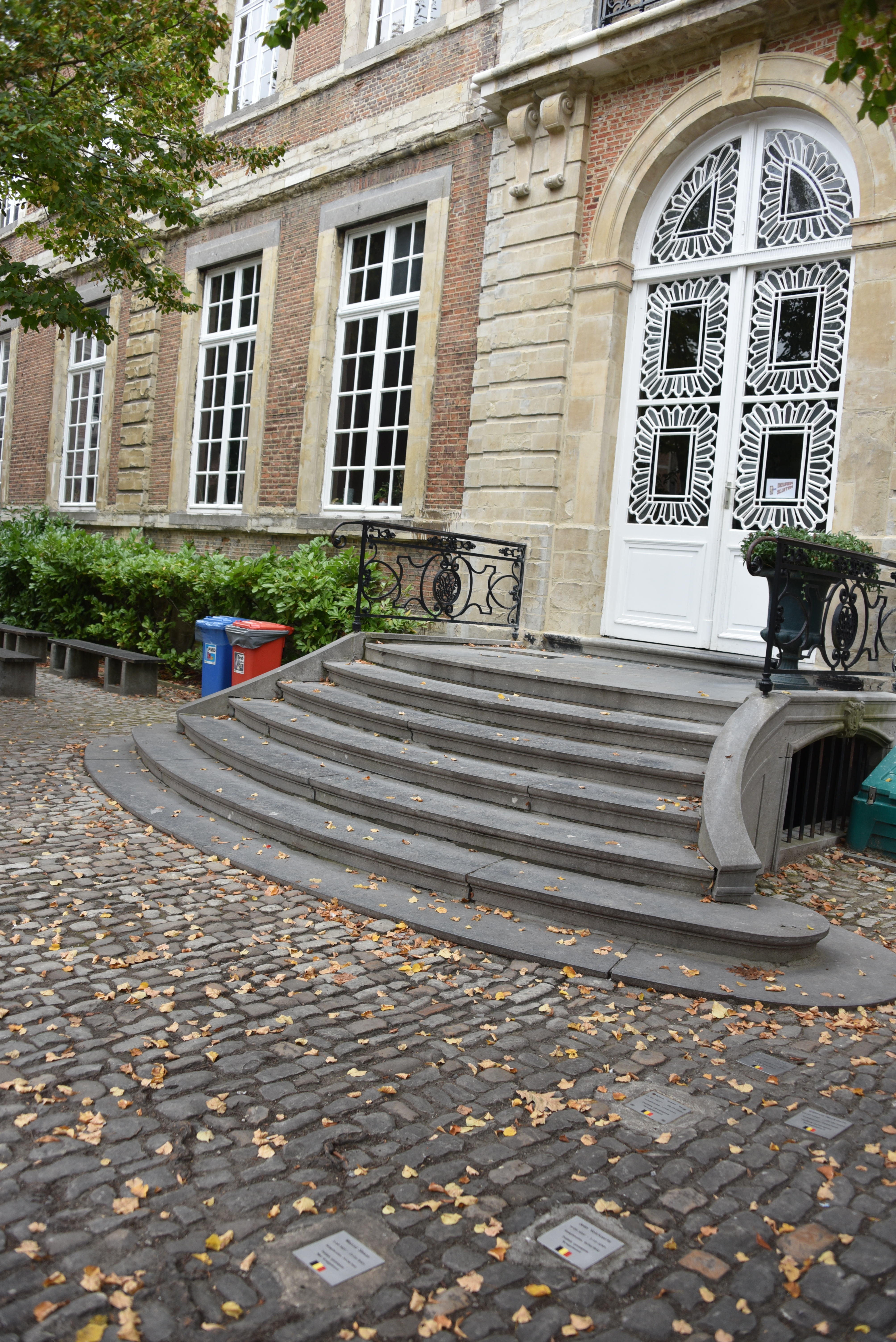
Gedenksteine

Die Liste der Gedenksteine für NS-Opfer in Mechelen enthält Gedenksteine, die in der flämischen Stadt Mechelen (deutsch Mecheln, französisch Malines) in Belgien verlegt wurden. Sie erinnern an das Schicksal jener Menschen aus dieser Region, die von deutschen Nationalsozialisten ermordet, deportiert, vertrieben oder in den Suizid getrieben wurden. Die Gedenksteine bestehen aus in den Boden verlegten keinen Gedenktafeln. Ihre Form imitiert die „Stolpersteine“ von Gunter Demnig, die dieser andernorts verlegt.
Die Verlegungen erfolgten am 19. März 2012, am 16. Mai 2013, am 14. November 2014 und zuletzt am 13. Mai 2016 im Innenhof des Koninklijk Atheneum [Königlichen Athäneums] in Mechelen. Die Steine sind ehemaligen Schülern und Lehrern dieser Institution gewidmet.

## Mechelen
Die Tabelle ist teilweise sortierbar; die Grundsortierung erfolgt alphabetisch nach dem Familiennamen.
| Bild | Name             | Standort  |  | Verlegedatum  | Leben |
| ---- | ---------------- | --------- |  | ------------- | --- |
|      | Guillaume Crols  | Bruul 129 |  | 19. März 2012 | Guillaume Crols wurde am 16. Dezember 1920 geboren. Er absolvierte die Schule KA Pitzemburg und engagierte sich im Widerstand gegen die NS-Besatzer. Er wurde am 19. März 1942 als politischer Gefangener festgenommen. Er überlebte das KZ Sachsenhausen und kehrte nach dem Untergang des NS-Regimes zurück. Er wurde später Präfekt und verstarb am 31. August 2006.                                          |
|      | Edmond Nackaerts | Bruul 129 |  | 16. Mai 2013  | Edmond Nackaerts wurde am 24. Juli 1919 geboren. Er absolvierte die Schule KA Pitzemburg und engagierte sich im Widerstand gegen die NS-Besatzer. Er wurde am 29. Juni 1942 als politischer Gefangener festgenommen. Er überlebte knapp die dreijährige Internierung in Konzentrationslagern und kehrte nach dem Untergang des NS-Regimes zurück. Er verstarb am 26. Mai 2004.                                   |
|      | Willem Sel       | Bruul 129 |  | 14. Nov. 2014 | Willem Sel, auch „Jomme“ genannt, wurde am 15. Mai 1921 geboren. Er absolvierte die Schule KA Pitzemburg und engagierte sich im Widerstand gegen die NS-Besatzer. Er wurde am 27. August 1941 als politischer Gefangener festgenommen. Er überlebte knapp die vierjährige Internierung in Konzentrationslagern und kehrte nach dem Untergang des NS-Regimes zurück. Er verstarb am 9. April 1999.                |
|      | Marcel Simon     | Bruul 129 |  | 13. Mai 2016  | Marcel Simon wurde am 5. April 1901 geboren. Er absolvierte die Schule KA Pitzemburg und engagierte sich im Widerstand gegen die NS-Besatzer. Er wurde am 20. Juni 1941 als politischer Gefangener festgenommen. Er überlebte die Internierung in den nationalsozialistischen Konzentrationslagern nicht. Er wurde am 31. Mai 1942 ermordet. Zwei seiner Töchter waren der Verlegung des Gedenksteines anwesend. |
|      | Jean Volckaerts  | Bruul 129 |  | 13. Mai 2016  | Jean Volckaerts wurde am 11. Mai 1926 geboren. Er absolvierte die Schule KA Pitzemburg und engagierte sich im Widerstand gegen die NS-Besatzer. Er wurde am 16. Mai 1942 als politischer Gefangener festgenommen. Er überlebte knapp die dreijährige Internierung in Konzentrationslagern und kehrte nach dem Untergang des NS-Regimes zurück. Er verstarb am 2. Februar 2010.                                   |

## Quelle
- Campus Pitzemburg, abgerufen am 12. Januar 2017
- Verlegung des Steines für Willem Sel